# Société royale de photographie
La Société royale de photographie (Real Sociedad Fotográfica) est une société savante espagnole regroupant des photographes, née en février 1899 de la réunion d'un petit nombre de passionnés madrilènes dans les locaux d'une boutique de matériel photographique appartenant à Carlos Salvi.

## Quelques membres importants
- Gabriel Cualladó (membre en 1956);
- Pilar Pequeño (membre en 1965[2]).

## Sources
- (es) Cet article est partiellement ou en totalité issu de l’article de Wikipédia en espagnol intitulé « Real Sociedad Fotográfica » (voir la liste des auteurs).

1. ↑  (es) « Home », sur Real Sociedad Fotográfica (consulté le 31 mai 2022)
2. ↑  (es) « Pilar Pequeño », sur La fotografía de Pilar Pequeño (consulté le 31 mai 2022)